# Rosa María Kucharski
Rose María Kucharski González (Barcelone, 30 octobre 1929 – Madrid, 5 janvier 2006) est une pianiste, professeur de musique et musicologue espagnole. Son frère, Eduardo Kucharski, est un ancien joueur et entraîneur de basket-ball.

## Biographie
Rosa María Kucharski provient d'une famille catalane, avec des origines polonaise. Elle commence à étudier le piano à six ans et fait ses débuts à Barcelone à onze ans. Après son passage à l'Académie Marshall de Barcelone, elle se perfectionne et élargi sa formation à Madrid avec Tomás Andrade de Silva, à Paris avec Lazare Lévy et à Sarrebruck avec Walter Gieseking (1949-1950) ; elle reçoit également des cours de Pablo Casals et Georges Enesco. Tout au long de sa vie elle se produit dans beaucoup de villes, aussi bien en tant que concertiste que soliste, avec les meilleurs orchestres. En 1951, il reçoit le prix Pedro-Masaveu et est la première pianiste invitée à participer aux festivals Chopin de Majorque. En 1958, il a été sélectionné parmi les quinze meilleurs jeunes pianistes du monde pour participer au cours Beethoven donné par Wilhelm Kempff en Italie.
Elle enseigne le piano au conservatoire de Cordoue. Plus tard, elle s'installe à Madrid, où elle occupe la place de professeur de piano à l'École supérieure de chant, travail qu'elle combine avec des cours à l'étranger où elle enseigne la technique et l'interprétation du piano. Dans les années 1960, elle occupe diverses responsabilités dans le Cercle catalan de Madrid (Círculo Catalán de Madrid), une entité fondée en 1952 et destinée aux catalans résidents à Madrid, où se trouve une bibliothèque, un auditorium, un restaurant, etc. Étudiante de l'éducation musicale, elle a travaillé au Service d'orientation pédagogique du Ministère de l'Éducation et de la science et elle fonde et préside la Société pour l'éducation musicale, filiale espagnole de l'International Society for Music Education en 1978. En 1986, elle fonde l'IMI, Intercambio Musical Internacional (« Échange musical international »). Parmi ses nombreux élèves, figurent le musicien et compositeur Josep Mestres i Quadreny, les pianistes du Dúo Vela et l'infante, Cristina de Borbón. Elle a publié Música para las aulas (« Musique pour les salles de cours ») en 1980 et des livres et des articles sur musicologie et sur l'enseignement de la musique et du piano. En 1982, elle fonde le concours de piano « Infante Cristina » pour découvrir nouveaux talents musicaux.

## Compositions
- Airs de Valldoreix (1949), sardane
- Pins de Calella (1951), sardane

## Ouvrages
- Música para las aulas Madrid, Relieves Arsango, 1974 (7e éd.) Madrid, autora, 1989  (ISBN 84-404-5174-1)
- La música, vehículo de expresión cultural Madrid, Ministerio de Cultura, 1981.  (ISBN 84-7483-190-3) (2e éd.)
- Método de piano Madrid, Artegraf, 1983 (en 3 tomes)

## Discographie
- Adiós al piano (Barcelone, Gramófono Odeón, 1955? LP Regal C-10323 / CK-4229, CK-4235)
- Moment musical (Barcelone, Gramófono Odeón, 1955? LP Regal C-10326 / CK-4230, CK-4249)
- Rosa María Kucharski, piano (Barcelone: Odeón, 1958, 45 t Regal SEBL 7053)
- Rosa María Kucharski, piano (Barcelone: Odeón, 1958, 45 t Regal SEBL 7054)
- Rosa María Hurchaski, piano (Barcelone: Odeón, 1958, 45 t Regal SEBL 7061)
- Rosa María Hurchaski, piano (Barcelone: Odeón, 1958, 45 t Regal SEBL 7063)
- Rosa María Hurchaski, piano (Barcelone: Odeón, 1958, 45 t Regal SEBL 7064)
- Mompou, Montsalvatge, Abril : Préludes et Sonatines de compositeurs espagnols contemporain (1993, Claudio Records CC4320)